# گوندوز صفرلی
گوندوز صفرلی (ترکی آذربایجانی: Gündüz Ağəmməd oğlu Səfərli؛ زادهٔ) فرد نظامی اهل جمهوری آذربایجان است.
وی همچنین برندهٔ جوایزی همچون نشان برای آزادسازی جبرئیل، نشان برای آزادسازی شوشی، و نشان قهرمان جنگ میهنی شده‌است.